# الربيع الأزرق من مسافة بعيدة
الربيع الأزرق من مسافة بعيدة (بالكورية: 멀리서 보면 푸른 봄)؛ هو مسلسل تلفزيوني كوري جنوبي لعام 2021، مقتبس من الويبتوون والذي يحمل نفس الاسم، تم بثه يومي الاثنين والثلاثاء في الساعة 21:30 من بداية 14 يونيو 2021 على قناة كي بي إس 2. وهو متاح دولياً على منصتي Viki وiQiyi.

## القصة
يجسد المسلسل حياة جامعيين في ريعان شبابهم، للوهلة الأولى تتراءى لك حياتهم كلوحة عن الربيع بإشارقة أطيافه وعبير أزهاره، لكن سرعان ما تذوى بتلات ربيعهم الزائف، وتبرز أشواك جراحهم الغائرة، ذلك حين ننظر لهم عن كثب ونتعمق في أغوار أسرارهم الدفينة.

## بطولة

### رئيسي
- بارك جي هون في دور ايو جوون.

الابن الثاني الوسيم لعائلة ثرية، وهو طالب أعمال في السنة الأولى في جامعة ميونغ جيل. إنه شخص يبدو أنه يمتلك كل شيء جميل في الحياة. أتي من ثروة، وقد التحق مؤخرًا بجامعة مرموقة، وهو محبوب في كل مكان يذهب إليه بسبب مظهره الجميل وشخصيته الساحرة ومهاراته الاجتماعية الرائعة. ومع ذلك، لديه ندبة مؤلمة خلف قناعه اللامع.
- كانغ مين اه في دور كيم سوو بين.

السنة الثالثة في قسم الأعمال بجامعة ميونغيل، إنها اجتماعية تدرك ما يعتقده الآخرون وهي خجولة وعادية للغاية، كانت درجاتها وحالتها العائلية متواضعة لذا فهي تكافح من أجل النجاح والتمييز، إنها أيضا تعمل بجد لكنها غالبًا ما تشعر بخيبة أمل في النتائج لأنها لا تتناسب مع جهودها.
- باي إن هيوك في دور نام سو هيون.

السنة الثالثة في جامعة ميونغيل، مثالي بارد وساخر يدخل في مواجهات كبيرة وصغيرة مع الناس من حوله، توفي والده عندما كان صغيرا ووالدته مريضة لذلك يعمل بدوام جزئي لإعالة أسرته بما في ذلك أخيه الصغير.

### أدوار داعمة
- كوون اون بن بدور وانغ يونغ ران

السنة الرابعة في التربية البدنية في جامعة ميونغيل.
- وو دا فيي بدور جونغ مي جو.[9]

فتاة جميلة، تخصص في التصميم في جامعة ميونغيل. نشأت في ظل الحب الاستثنائي الذي يتمتع به والدها «الأحمق» وحمايته الزائدة. بسبب جمالها تُعامل كأميرة في كل مكان تذهب إليه، لكنها لا تعرف كيف تتعامل مع الآخرين بشكل جيد، لذا فإن علاقاتها لا تدوم طويلاً.
- تشوي جونغ وو في دور هونغ تشان كي.[10]

مستهتر ولديه روح وطاقة مشرقة وإيجابية، وهو متخصص في علوم الكمبيوتر في جامعة مييونجيل، أفضل طاهٍ في جامعة مييونجيل رغم أنه يتحدث كثيرًا، يبدو أنه مرتاح للغاية ولكنه غالبًا ما يشعر بالفراغ في الداخل ولديه مخاوفه الخاصة التي يحاول إخفاءها، وهو الابن الوحيد لاثنين من موظفي الخدمة المدنية في وزارة الاقتصاد.

## المشاهدات
سجلت الدراما من بدايتها حتى نهايتها أدنى التقييمات أثناء بثها بمعدل 1-2% ، قد يرجع السبب هو أنه من الصعب جذب العديد من المشاهدين بسبب طبيعة النوع.
إعتبارا من تاريخ يوليو لايتم تقسيم الحلقات وقت البث إلى 2 أو 3 جزءاً (لايشمل الخاصة).
| الحلقة | جزء    | تاريخ البث الأصلي | متوسط حصة الجمهور (على الصعيد الوطني) |
| الحلقة | جزء    | تاريخ البث الأصلي | AGB Nielsen.                          |
| ------ | ------ | ----------------- | ------------------------------------- |
| 1      | 1      | 14 يونيو 2021     | 2.3٪                                  |
| 1      | 2      | 14 يونيو 2021     | 2.6٪                                  |
| 2      | 1      | 15 يونيو 2021     | 1.8٪                                  |
| 2      | 2      | 15 يونيو 2021     | 2.2٪                                  |
| 3      | 1      | 21 يونيو 2021     | 1.9٪                                  |
| 3      | 2      | 21 يونيو 2021     | 2.0٪                                  |
| 4      | 1      | 22 يونيو 2021     | 2.0٪                                  |
| 4      | 2      | 22 يونيو 2021     | 2.4٪                                  |
| 5      | 1      | 28 يونيو 2021     | 1.8٪                                  |
| 5      | 2      | 28 يونيو 2021     | 1.4٪                                  |
| 6      | 1      | 29 يونيو 2021     | 1.9٪                                  |
| 6      | 2      | 29 يونيو 2021     | 2.4٪                                  |
| 7      | 7      | 5 يوليو 2021      | —                                     |
| 7      | 7      | 5 يوليو 2021      | 1.6%                                  |
| 8      | 8      | 6 يوليو 2021      | —                                     |
| 8      | 8      | 6 يوليو 2021      | 2.2%                                  |
| 9      | 9      | 12 يوليو 2021     | 2.0%                                  |
| 10     | 10     | 13 يوليو 2021     | 2.0%                                  |
| 11     | 11     | 19 يوليو 2021     | 1.5%                                  |
| 12     | 12     | 20 يوليو 2021     | 2.2%                                  |
| المعدل | المعدل | المعدل            | 2.01%                                 |

## روابط خارجية
- من بعيد ، الربيع الأخضر على موقع IMDb (الإنجليزية)
- من بعيد ، الربيع الأخضر على موقع كينوبويسك (الروسية)
- من بعيد ، الربيع الأخضر على موقع قاعدة بيانات الفيلم (الإنجليزية)